# K2 Black Panther
El K2 Black Panther (Hangul: K2 '흑표', hanja: K2 '黒豹', "'Pantera Negra'") es el más avanzado carro de combate del ejército surcoreano, reemplazo del M48A5K Patton y complemento de la serie de carros de combate K1 en servicio en el ejército de la República de Corea. 
Su producción en serie se está llevando a cabo desde 2011, siendo uno de los carros de combate más costosos: su precio aproximado es de ₩8300 millones de Wŏnes, que a la tasa de cambio de 2011 es de aproximadamente  8,5 millones de dólares por unidad, sobrepasando en precio al también muy costoso japonés Tipo 90, cuyo valor se sitúa en los 7,4 millones de dólares para el año 2008.
Problemas en adaptar componentes locales que reemplacen a los extranjeros empleados en el diseño han creado retrasos y sobrecostes.

## Desarrollo

### Historia
A finales de la década de los 70, Corea del Norte empezó a desplegar tanques T-62, mientras que los surcoreanos seguían usando el M48 Patton.
El T-62 con su cañón de 115 mm era superior a los M48 con su cañón de 90 milímetros, aparte de ello, el T-62 estaba diseñado para contrarrestar al M60 Patton, que era un diseño más avanzado que el M48.
Corea del Sur entonces empezó a analizar el mercado en búsqueda de un reemplazo para sus M48 y recibió permiso de los Estados Unidos para ensamblar una versión modificada del Abrams, denominada K1
En 1976, Corea del Sur actualizó sus tanques M48 Patton. En 1987, se puso en servicio el K1, diseñado por General Dynamics Land Systems (GDLS). Corea del Sur participó en su desarrollo y así empezó a ganar experiencia en el desarrollo de tanques.
El K1 es básicamente un derivado del M1 Abrams de diseño estadounidense producido en Corea del Sur, al ser en apareciencia externa similares, siendo el K1 más pequeño que el Abrams, las tropas estadounidenses estacionadas en Corea del Sur le apodaron "baby Abrams".
Sin embargo, los acuerdos legales asociados limitaban significativamente los derechos de exportación, logística y mejoras futuras de Corea del Sur. El 80% de las piezas del K1 provenían de Estados Unidos, es decir, que Corea del Sur poseía poca tecnología del K1.
A principios de la década de 1990, los ingenieros coreanos sugirieron producir un nuevo tanque de diseño nacional utilizando la última tecnología disponible, pero los militares se negaron debido a los sobrecostos de otros tanques domésticos producidos.  Corea del Sur decidió, en cambio, actualizar el K1 y recibió un paquete de actualización de datos técnicos que también limitó la participación de GDLS en un mayor desarrollo. Esto incrementó así la localización y Corea del Sur ganó experiencia en desarrollo, al mismo tiempo que asumía la responsabilidad por el fracaso. Luego, Corea del Sur pasó a desarrollar tecnología de diseño de torretas, un sistema de control de fuego, miras y armaduras compuestas.
El prototipo operativo de la nueva variante K1A1 se exhibió más tarde en 1996, pero la crisis financiera asiática de 1997 retrasó su producción en masa. Corea del Sur trabajó en una mayor localización durante el retraso y logró desarrollar sus propios diseños o producir la mayoría de las partes del K1A1 bajo licencia.
Mientras el desarrollo del K1A1 estaba en curso, Corea del Sur comenzó a planificar el desarrollo de un nuevo tanque de batalla principal doméstico a medida que su capacidad de diseño y fabricación de tanques maduraba. 
Hubo tres razones principales para el desarrollo del nuevo tanque:
- En primer lugar, a pesar del aumento en la localización, el K1A1 seguía siendo un diseño estadounidense, que se encuentra bajo el control de exportación de los Estados Unidos para proteger los derechos intelectuales, lo que genera restricciones para exportarlo, por ende, el desarrollar un tanque con tecnología propia permite que pueda ser exportado.[2]

- En segundo lugar, el M48A3K y el M48A5K operados por el ejército de Corea del Sur eran diseños más antiguos y necesitaban ser reemplazados por diseños mejores y más nuevos.[6][7]

- Por último, el Ejército de la República de Corea estaba adaptando nuevas tácticas llamadas guerra de maniobra tridimensional de alta velocidad con guerra centrada en la red.  Cuando los desarrolladores le preguntaron al Ejército qué tipo de desempeño quería ver el Ejército con el nuevo tanque, el Ejército respondió que la capacidad de guerra en red para comando y control es la máxima prioridad, no la potencia de fuego, la defensa o la movilidad.  Esta nueva capacidad debería integrarse en el nuevo tanque..

Naturalmente, hubo cierta oposición al desarrollo del nuevo tanque: a muchos les pareció que era demasiado pronto para adoptar un nuevo modelo y también hubo dudas porque sería el primer tanque diseñado en el país. Sin embargo, al sector de defensa, los políticos, los militares y los desarrolladores tal postura no les parecía la correcta, a lo que se suma el consenso de que los tanques K1 fueron una especie de humillación porque Corea del Sur no era responsable de su tanque principal. Por lo tanto, se consideró una cuestión de orgullo nacional tener la capacidad de diseñar y construir un tanque de batalla principal líder.
Los desarrolladores afirmaron que durante tiempos de guerra, la logística militar y el apoyo de armamentos podrían detenerse cuando la geopolítica entrara en juego, como se vio en el Medio Oriente y Europa del Este. También hubo críticas a muchas naciones europeas por carecer de inversión en tecnología de guerra doméstica y depender demasiado de las armas de asociaciones (que tienen algunas otras ventajas, como el costo, pero no son beneficiosas para la seguridad nacional).  Históricamente, Corea del Sur siempre mantuvo una política de autosuficiencia en armas, por lo que se autorizó el nuevo programa de tanques.
El proyecto dio inicio en 1995, el diseño fue incorporando muchas de las especificaciones de los tanques de la OTAN y para que tal incorporación fuese exitosa, los surcoreanos recorrieron el mundo buscando ideas, tecnología y conocimientos técnicos, con el propósito de combinar todo ello en un tanque completamente coreano.
Desde julio de 1995 hasta diciembre de 1997, se llevó a cabo una investigación del concepto del sistema, incluido el análisis de la capacidad operativa requerida (ROC), la función, el rendimiento, las operaciones, la logística y la tecnología requerida.  El primer paso fue desarrollar un sistema de modelado y simulación para el estudio y análisis teórico.  Luego, los desarrolladores de Corea del Sur invitaron a expertos de todo el mundo, incluidos Sven Berge, diseñador del Stridsvagn 103, Philip Lett, diseñador del M1 Abrams, Israel Tal, diseñador del Merkava, Hayashi Iwao, diseñador del Tipo 90, y Richard Ogorkiewicz para un seminario de 40 horas para ayudar a guiar los conceptos del desarrollo del nuevo tanque. Por acuerdo previo, todas las presentaciones fueron grabadas y utilizadas para guiar el desarrollo del sistema del nuevo tanque.  Luego, siete investigadores de la Agencia para el Desarrollo de la Defensa (ADD), que fueron responsables del diseño del tanque, fueron enviados al Reino Unido para un año de educación sobre el desarrollo del tanque.
Desde noviembre de 1998 hasta diciembre de 2002, las empresas privadas se unieron al ADD durante la investigación exploratoria y desarrollaron tecnologías y sistemas básicos que incluyen el cañón del tanque, el cañón eléctrico, el sistema de accionamiento de la torreta (EGTDS) y el cargador automático del cañón. Otros sistemas y pruebas clave incluyeron la detección y el seguimiento automáticos de objetivos (ATDTS) y la capacidad de identificación cognitiva del sistema de control de combate junto con su simulador, la unidad de suspensión semiactiva en el brazo para aumentar drásticamente el rendimiento de la movilidad y la espoleta de proximidad (dentro de 7 metros) para munición HEAT polivalente (para derribar helicópteros)..
En 2002, Hilmi Özkök, comandante de las Fuerzas terrestres turcas, visitó el centro de investigación y fue testigo de las capacidades del simulador y de un modelo real del sistema de control de combate.  Posteriormente, Turquía envió continuamente a sus dignatarios para monitorear de cerca el progreso, y eventualmente condujo a la cooperación en el desarrollo del Altay de Turquía.
Al inicio se dieron dos variantes: una con una torreta tripulada, y otra con una torreta semitripulada. Esta última fue desechada en favor de la primera, que era más prometedora. Así mismo se estaba planeando dotar inicialmente al K2 en el frente de operaciones con el cañón naval experimental de 140 mm diseñado por la firma alemana Rheinmetall. Esta idea no se materializó sino que se utilizó el diseño más compacto del cañón 120 mm / L55, que redundaba en menos espacio para el cañón en la torreta y en favor de una mayor efectividad y capacidad de almacenar munición en el carro. El espacio de la torreta para el cañón del K2 fue reconfigurado para el L55 y también se hicieron las modificaciones para el almacenaje de la munición. El carro es de todas formas capaz de poder montar en un futuro  el cañón de calibre 140 mm con unas mínimas modificaciones. El cargador automático es similar al montado en el modelo francés AMX-56 Leclerc.
Desde enero de 2003 hasta 2007, se construyeron varios vehículos de prueba: se construyeron dos vehículos de prueba, el MTR (equipo de prueba de movilidad) y el FTR (equipo de prueba de potencia de fuego), y tres PV (vehículos piloto) para demostrar tecnología y rendimiento.  MTR y FTR realizaron pruebas de movilidad, control de incendios, control de combate y vida útil operativa a baja temperatura, mientras que PV1, PV2 y PV3 realizaron pruebas de resistencia, operaciones, soporte logístico integrado y su desarrollador.  El último prototipo se presentó el 2 de marzo de 2007 en el campo de pruebas de Changwon, y el desarrollo se completó oficialmente después de que la Administración del Programa de Adquisición de Defensa (DAPA) lo declarara apto para el combate en septiembre de 2008. El proyecto de desarrollo XK2, que comenzó en 1995  y terminó en 2008, costó un total de 452,6 mil millones de wones repartidos en 14 años.
El K2 Black Panther entró en su etapa de producción en serie el 2 de marzo de 2007, después de que la primera unidad del modelo saliese por sus propios medios de la línea de producción en la ciudad de Changwon, Corea del Sur. Al mismo tiempo se especulaba en la posibilidad que este carro en principio estuviera equipado con una versión local del cañón del carro francés (el de calibre 120 mm), pero de 52 calibres de largo (unos 6,24 s) similar al usado en el Leclerc. Se desmiente esta aseveración cuando el fabricante demuestra que las unidades en servicio del K2 usan el cañón desarrollado localmente CN08/L55, similar al L55 (de 6,6 s de largo) como su cañón y arma principal.

### Contratistas y constructores principales
Se reconocen las siguientes entidades como partícipes de la construcción y/o desarrollo del carro K2 Black Panther:
- Agency for Defense Development (Hangul: 국방과학연구소): principal encargado del desarrollo del proyecto.
- Doosan Infracore Corporation-Anteriormente Daewoo Heavy Industries & Machinery Ltd-(Hangul: 두산인프라코어): desarrollo y construcción del paquete de motorización.
- Doosan Mottrol (Hangul: 두산모트롤): sistema de Guía Eléctrico/Direccionamiento de la torreta (EG/TD), bombas de aceite, entre otros componentes.
- Hanwha (Hangul: 한화): fabricante de munición, desarrolló las vainas autocombustibles de los cartuchos del cañón principal.
- Hyundai Rotem (Hangul: 현대로템): principal contratista en la construcción del carro de combate.
- LS Mtron-(antiguamente LG Tractors.) (Hangul: LS엠트론): fabricante de las orugas tipo T-156.
- Poongsan (Hangul: 풍산): fabricante de las municiones del cañón como el tipo K276 (APFSDS-T), K277 (HEAT-MP-T) entre otras
- S&T Heavy Industries (Hangul: S&T대우): desarrollo y construcción de la caja de cambios y la transmisión del tanque
- Samsung Techwin (Hangul: 삼성테크윈): provee la electrónica y otra clase de componentes, incluyendo el motor auxiliar (la turbina a gas de la unidad de energía auxiliar)
- Samsung Thales (Hangul: 삼성탈레스): responsable del sistema de manejo IFF , el sistema del periscópio térmico del piloto (DTP), La mira primaria del artillero (KGPS), y el sistema primario de visión del Comandante (KCPS), El sistema de supresión de incendios, entre otros
- WIA-Anteriormente llamada KIA Special Steel Co., Ltd (Hangul: 기아특수강): construcción del armamento principal del tanque, el cañón CN08/L55 de 120 mm.

## Movilidad y maniobrabilidad
El K2 puede alcanzar una velocidad máxima del orden de los 70 km/h en carretera, y mantener velocidades superiores a los 52 km/h a campo-traviesa. Puede acelerar de 0 a 32 km/h en 7 segundos, siendo una velocidad ligeramente superior a otros carros similares. Puede vadear obstáculos inclinados en un ángulo de 60 grados y obstáculos verticales con una altura de 1,3 metros.
El K2 Black Panther puede vadear arroyos sin preparación del orden de 1.8 metros y ríos con profundidades de 4,1 metros máximo, siempre y cuando previamente se le instale el snorkel. También sirve como una barricada de protección para el comandante del carro. La instalación del sistema de vadeo tarda aproximadamente 30 minutos en ser instalado. La torreta puede poseer en algunos casos problemas de humedad al vadear arroyos, pero el chasis resuelve este problema de una manera ingeniosa absorbiendo hasta 440 litros (116 galones) de agua con el fin de prevenir la excesiva flotabilidad causada por el aire acumulado dentro del vehículo y ayuda a mantener las orugas firmemente en el lecho del arroyo. Esta es considerada la mayor mejora sobre sus precedentes como el K1 y el K1A1, cuyas capacidades como vehículos para vadeo solo les permitían cruzar ríos de 2,2 metros de profundidad (máximo). Además, tan pronto sale a la superficie el tanque puede encarar en corto tiempo un combate directo.

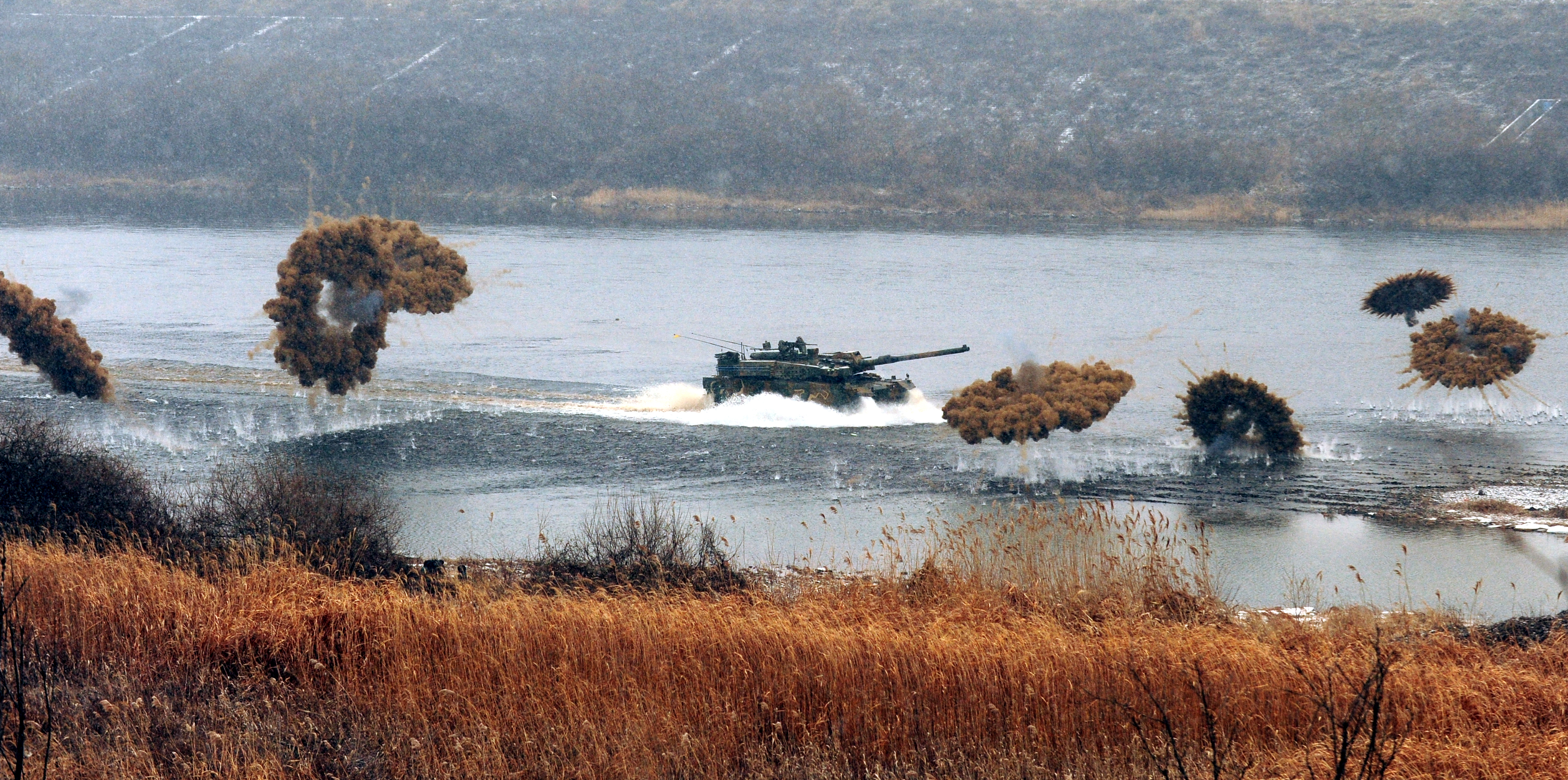
K2 vadeando un arroyo

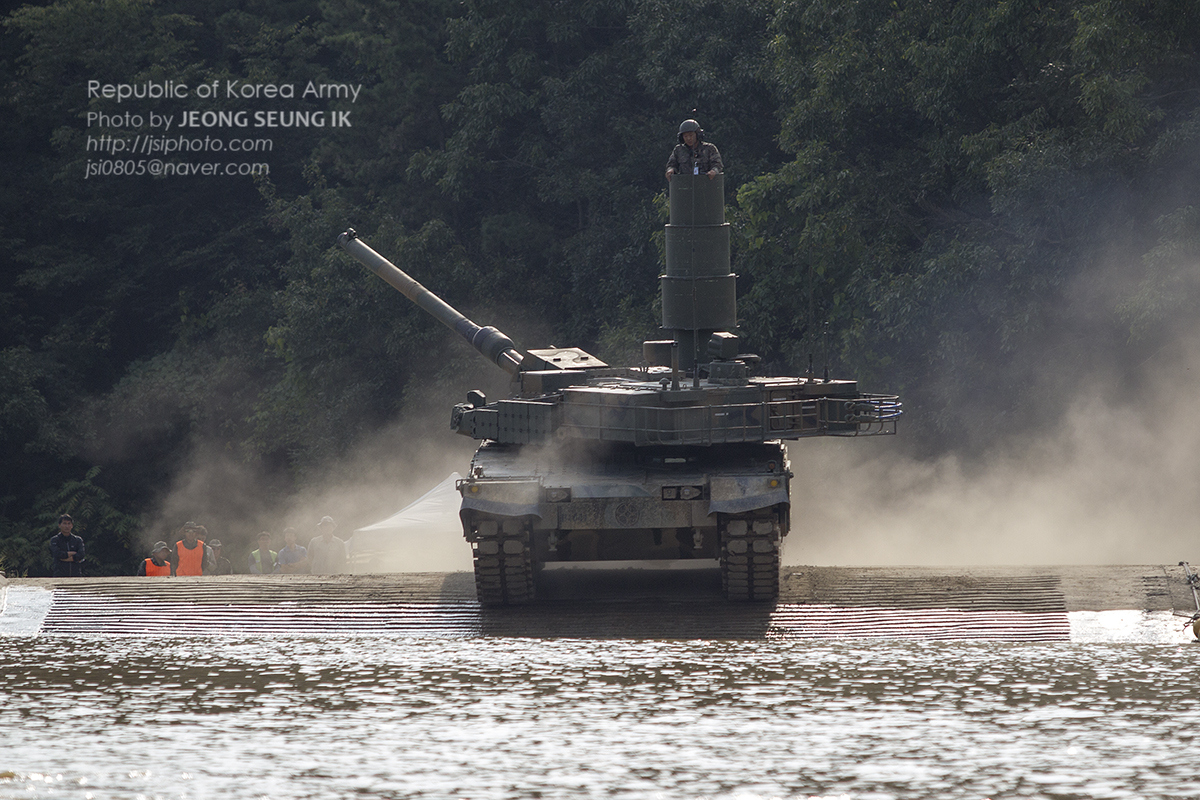
K2 con su esnórquel instalado

### In-arm Suspension Unit (ISU)
El K2 Black Panther despliega además un avanzado sistema de suspensión, denominado por el constructor In-arm Suspension Unit (ISU). Su antecesor, el K1, usa una versión híbrida de este sistema denominada HSU (del acrónimo en inglés de Unit with Torsion Bars and Hydropneumatic Suspension Unit). El sistema ISU, que está instalado en cada uno de los bogies de las orugas, permite controlar individualmente cada uno de estos conjuntos en caso de sufrir algún desperfecto. Empero, el K2 solo tiene tres posiciones posibles ("de rodillas", "en espera" y "postrado"), pero también puede "situarse" en una postura en una retaguardia que le permite asegurar blancos estando estacionado desde uno de los lados de una esquina. La posición "en espera" provee al carro de una silueta mucho más baja que en su posición ordinaria y le permite lograr mejores maniobras fuera de una carretera en su desplazamiento. "En Espera" el carro de combate obtiene una altura al suelo bastante elevada, lo que le permite una excelente maniobrabilidad sobre obstáculos. "De Rodillas" incrementa su ángulo de tiro sobre el normal, permitiéndole acertar sobre aeronaves en vuelo rasante, o en obstáculos en depresión, o desde el borde de un acantilado o colina. Su nuevo equipo de suspensión le proporciona una gran ventaja en la marcha que le permite disminuir los impactos sobre la tripulación causados por los golpes generados por baches, imperfecciones y obstáculos en tierra, y es mucho más liviano y fácil de mantener que su antecesor: el HSU.

### Motores y transmisión
El Black Panther se diseñó para albergar un motor de 1500 hp, con 12 cilindros; de combustible inicialmente diésel (más fiable y poderoso que el motor de 1200 hp de los carros del modelo K1), y son producidos y concebidos por la compañía Doosan Infracore Corporation. La transmisión fue un ingenio de la compañía S&T Heavy Industries. La motorización es similar (de hecho es una copia bajo licencia) del prototipo inicialmente propuesto, un motor alemán modelo MTU-890, con la salvedad que es policarburante. Debido al diseño muy compacto del pack de motorización, los diseñadores alojaron una unidad adicional de respaldo para la energía en parada, que fue desarrollada por Samsung Techwin (quien también provee otros componentes del vehículo), en el espacio restante. Es capaz de producir 100 hp, y se diseñó con el fin de servir como una unidad auxiliar de energía estando en posición fija el tanque, con el fin de mejorar el gasto de combustible del motor. En un caso de emergencia esta unidad del tanque puede también dar respaldo de potencia auxiliar a los sistemas electrónicos del carro en el caso de que su unidad primaria de energía sea impactada, o esté con el motor apagado, reduciendo de antemano la firma térmica y sonora generada por el carro, imposibilitando su localización de una manera efectiva.
En marzo de 2011, la Administración del Programa de Adquisición de Defensa de Corea del Sur (DAPA) anunció que la producción en masa del K2, que el Ejército esperaba desplegar en 2012, no se llevaría a cabo debido a problemas relacionados con su motor y transmisión. En la prueba de evaluación realizada en marzo de 2012, se informó que el powerpack doméstico no cumplía con la capacidad operativa requerida (ROC) propuesta por el Ministerio de Defensa Nacional en tres categorías: control de velocidad del ventilador de refrigeración, potencia máxima a baja temperatura y aceleración.
En abril de 2012, DAPA anunció que, debido a problemas continuos con la confiabilidad y durabilidad del paquete de energía de producción nacional, los primeros 100 K2 de producción usarían Euro Powerpack de fabricación alemana y que la entrada en servicio se retrasaría hasta marzo de 2014. Los primeros 15 K2 Black  Los tanques Panther se pusieron en servicio en junio de 2014. Los motores y transmisiones domésticos defectuosos detuvieron previamente la producción, pero la reducción del rendimiento de aceleración requerido permitió que entrara en servicio. Hasta que se produjeron los motores domésticos Doosan Infracore (ahora Hyundai Doosan Infracore) de 1.500 hp, la primera producción en masa se empleó con un paquete de energía MTU de fabricación alemana, que pudo producir 100 vehículos en 2015.
Hyundai Rotem firmó un contrato del segundo lote de 106 tanques K2 en diciembre de 2014, pero los vehículos continuaron teniendo problemas con el paquete de energía debido a que la transmisión doméstica SNT Dynamics no pasó las pruebas de durabilidad. Después de que SNT Dynamics se quejara de los estándares de prueba del paquete de energía doméstico, el Comité de Promoción del Programa de Adquisición de Defensa número 107 celebrado el 29 de noviembre de 2017 le dio la oportunidad de volver a probar la durabilidad de la transmisión, pero SNT Dynamics se negó a volver a probar la durabilidad de la transmisión. En febrero de 2018, DAPA anunció que el segundo lote tendría un paquete de energía "híbrido" que consistía en el motor desarrollado localmente con el sistema de transmisión alemán RENK, lo que les permitiría comenzar a entrar en servicio en 2019. Un contrato adicional para la producción de un tercer lote de aproximadamente  110 K2s seguirán en los próximos años.
El 25 de noviembre de 2020, el 131.° Comité de Promoción del Programa de Adquisiciones de Defensa decidió producir tanques en un paquete de energía que combina motores domésticos y transmisiones alemanas en el tercer lote porque SNT Dynamics se negó a volver a probar la durabilidad de la transmisión doméstica.
El 6 de diciembre de 2021, un alto funcionario de SNT Dynamics dijo que resolvió un problema técnico con el defecto de transmisión, y solo queda la prueba de durabilidad del Ministerio de Defensa Nacional en la primera mitad del próximo año, y la cuarta producción del tanque K2 incluirá la transmisión doméstica.

## Capacidades ofensivas

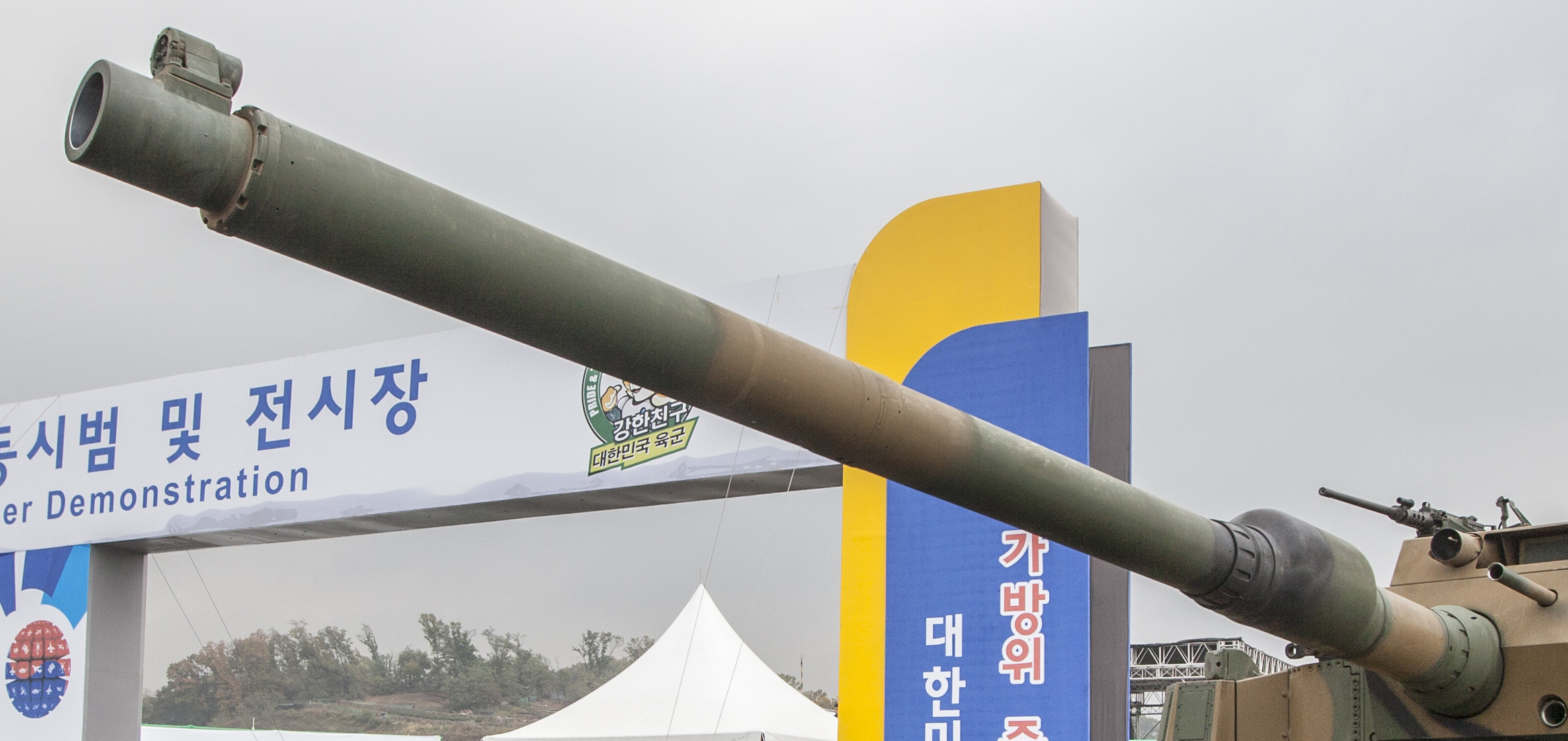
Cañón CN08/L55 de 120 mm

El arma principal del carro es el cañón CN08/L55 de 120 mm y ánima lisa, construida por la ADD y World Industries Ace Corporation y es capaz de golpear un objeto de 30 cm (12 pulgadas) de tamaño a una distancia superior a 1 km (0,62 mi). El cañón es compatible con todo tipo de municiones de 120 mm de estándar OTAN.
Durante mucho tiempo se creyó que se el cañón montado en el K2 era una versión construida bajo licencia del cañón alemán L55, sin embargo esta creencia se demostró errónea, el cañón CN08 es un desarrollo local. También despliega una ametralladora pesada K-6 de 12,7 mm (0.50) y otra coaxial al cañón de 7,62 mm (0.30). Las cargas para el cañón están alojadas en contenedores para 16 cartuchos, con una capacidad total para la munición de 40 proyectiles.
El cargador automático francés incorpora una cadencia de disparo al carro por encima de los 15 disparos por minuto, o un disparo cada cuatro segundos, sin alterar el ángulo de tiro del cañón, el identificador de código de barras láser del cargador automático reconoce la clasificación de las municiones con código de barras previo y selecciona un tipo de munición para cargar en función de las necesidades de la misión. GIAT Industries ha confirmado que el diseño del sistema del cargador automático es un producto derivado del diseñado para el Leclerc. Dejando de lado la semejanza en su aspecto externo de los dos modelos de cargadores automáticos, las partes de ambos diseños no son intercambiables.

### Tipos de munición del cañón

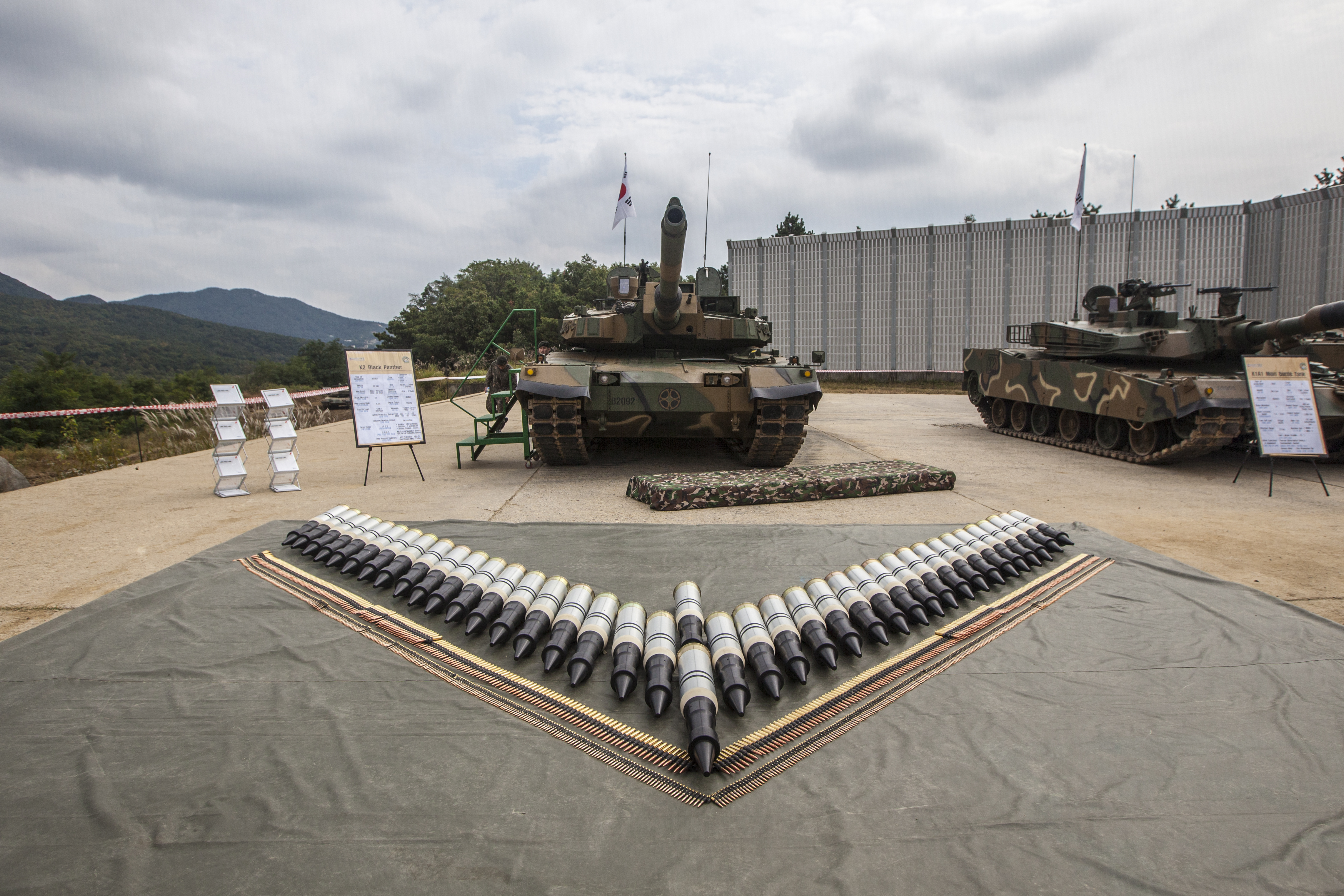
Municiones usadas por el K2

La carga primaria de uso en el cañón del K2 es un proyectil de diseño propio de la industria militar surcoreana compuesta de un núcleo de tungsteno de un Proyectil de tipo dardo. Esta nueva clase de munición aumenta su carga cinética gracias a su proceso de Tratamiento térmico especial del núcleo de acero y tungsteno, así como a un proceso denominado self-sharpening, creando un núcleo de tungsteno más afilado a pesar de la posible deformación que sufriría tras el impacto contra la armadura del blanco. Para atacar blancos sin blindaje considerable, el K2 puede usar un nuevo tipo de munición multipropósito de la clase HEAT de propulsión química, que es similar al proyectil estadounidense M830A1 HEAT MP-T, que le permite disponer de una gran capacidad similar e inclusive mayor en una ofensiva contra el personal de infantería, sin blindaje y a blindados de bajo nivel de protección balística, así como a helicópteros en vuelos rasantes o muy bajos. 

#### Korean Smart Top-Attack Munition (KSTAM)
La carga secundaria del cañón denominada KSTAM (Korean Smart Top-Attack Munition) es una carga concebida específicamente para su uso exclusivo en el K2 Black Panther, y especialmente diseñada como un proyectil antitanque. Este proyectil se dispara en una trayectoria comparable a la de un mortero (parabólica) o como la de una obús y/o pieza de artillería. El fabricante aclara que no se debe considerar este tipo de munición como una clase de misil anticarro puesto que no posee o tiene propulsores y/o cohetes propelentes adicionales a su carga de disparo, y que se mueve gracias al impulso inicial dado por el impulso otorgado por el disparo desde el cañón. El proyectil KSTAM posee un sistema interno de guía giroscópica y un novedoso sistema de desvío de obstáculos, similar a un microradar de tecnología de banda milimétrica, Guía Infrarroja y sensores radiómetricos. Si la situación lo requiere, posee una habilidad de control manual limitada vía una conexión de datos que se da desde el carro. Para alcanzar su blanco de manera efectiva, despliega un paracaídas, dándole al sistema de radar y a los sensores a bordo el tiempo suficiente para seleccionar los blancos (sean estos estacionarios o móviles) y destruirles ya que posee un dispositivo explosivo de penetración incorporado de caída libre, ofreciendo un sistema anti-carro de bajo precio y excelentes capacidades dado a carros con deficiencias en la protección presente en la parte superior del blindaje de las torretas y de los cascos. Dado que dispone de un sistema Dispare-y-Olvide de norma en esta clase de municiones, el carro atacante puede asegurarse un fuego de cobertura en caso de retirada, si logra ubicar la posición enemiga. Esta también puede proveer un fuego de ataque indirecto efectivo y de soporte contra blancos ocultos tras obstáculos y/o estructuras. El alcance efectivo es de 2 km, siendo el alcance máximo de 8 km.

### Sistemas de control de disparo y sistemas ópticos

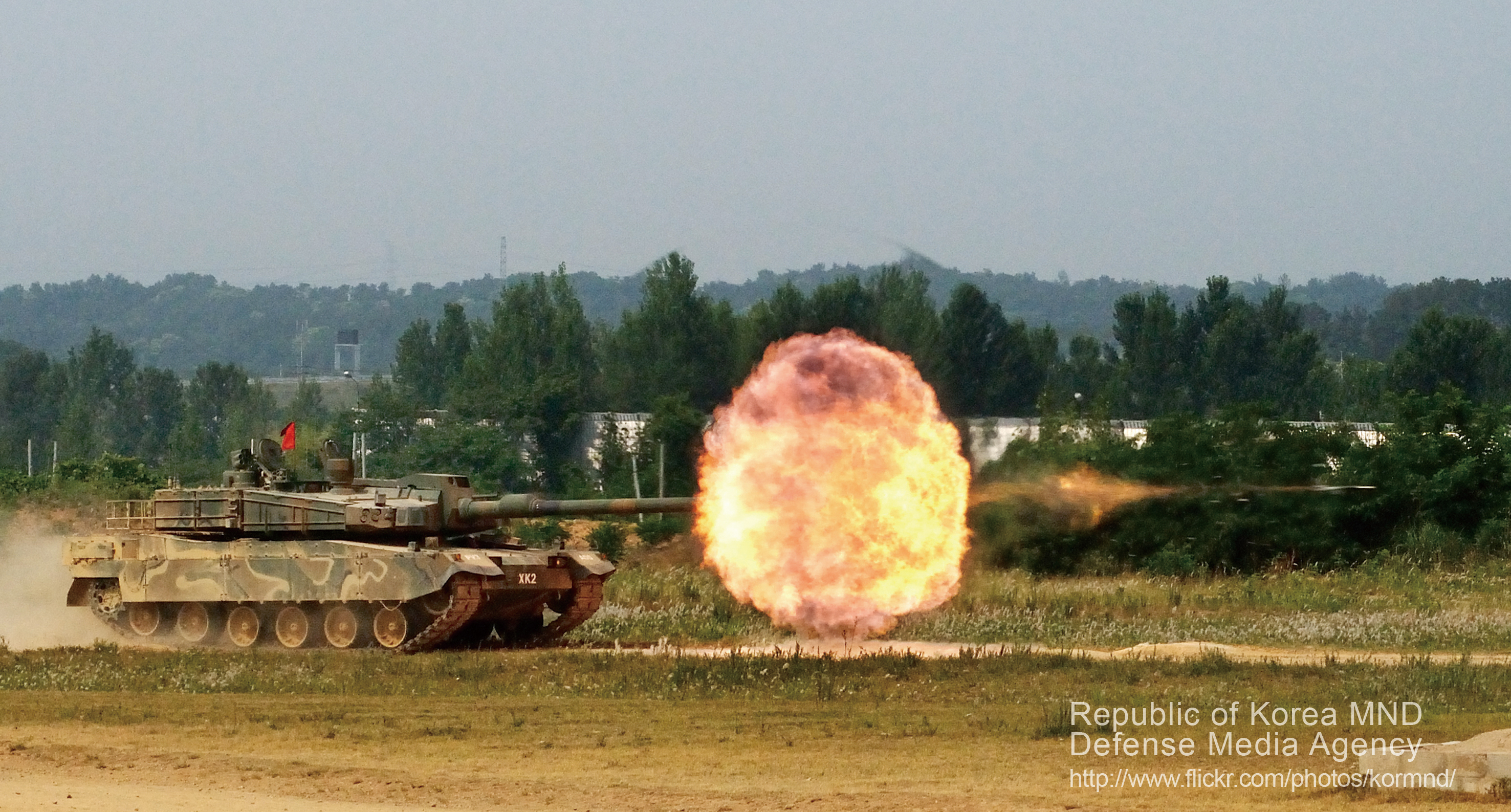
XK2 PV3 disparando su cañón

El sistema de control de fuego (FCS) consta de la mira principal del artillero (GPS), la mira panorámica del comandante (CPS), la calculadora balística, el sistema eléctrico de accionamiento de pistola y torreta (EGTDS) y el sistema dinámico de referencia de boca (DMRS).
El K2 cuenta con un sistema de radar doppler de banda milimétrica, localizado en la parte frontal del arco de la torreta, junto al sistema de adquisición de blancos láser tradicional (telémetro láser) y al sistema de sensores de clima. Está complementado con un avanzado sistema de control de fuego Fire Control System/FCS, que le permite rastrear y ubicar objetivos en vuelo rasante (como aearonaves) con el cañón y derribarlos rápidamente, así como ubicar proyectiles disparados hacia este. El sistema FCS puede operarse en un modo denominado "bloqueado", lo que le permite mantenerse sobre un blanco específico sin separarse de su mira, manteniendo al sistema constantemente recalculando cualquier variación del blanco seleccionado, y permitiéndole un tiro certero en caso de que el carro de combate o el objetivo se encuentren en movimiento. El modo seguro le permite a su vez adquirir y rastrear blancos usando el sistema de imágenes térmico integrado al FCS por encima de un alcance máximo de 9,8 km utilizando una cámara termográfica. 
Un anexo al sistema FCS del Black Panther es un gatillo de aseguramiento de blancos móviles. Otros carros de combate modernos, incluido el francés Leclerc (el más cercano rival en occidente por sus sistemas electrónicos, de fuego, y sensores al K2 Black Panther) pueden perder a sus blancos en movimiento si abren fuego y repentinamente chocan y/o pisan sobre una imperfección del suelo. Los diseñadores se anticiparon a este posible inconveniente e instalaron una simple mejora en el mecanismo de marcaje de blancos consistente en un pequeño sistema láser emisor/receptor conectado al sistema FCS, ubicado en la punta del cañón, cuyo receptor se encuentra localizado en la base del mismo. En este modo el cañón solo puede ser disparado si el emisor y el receptor coinciden en su alineación. Un ejemplo del funcionamiento del mecanismo es cuando el artillero presiona el gatillo del cañón, cuando se encuentra enlazado directamente al sistema FCS, y el carro de combate situado sobre las irregularidades del camino al mismo tiempo; es entonces cuando el marcador de blancos láser alerta al tirador/artillero sobre el blanco de su selección con una sacudida en el asa del accionador y el FCS dispone del proyectil adecuado para el blanco, que no se disparará hasta tanto el cañón y el marcador láser del FCS estén completamente alineados, pero a costa de ver ciertos movimientos repetitivos que podrían develar la ubicación del carro (se agita el cañón y se reajustará hasta estar 1005 alineado al blanco). El FCS disparará automáticamente el cañón. Este sistema, combinado con un estabilizador del cañón extremadamente avanzado y junto a un sistema FCS de última tecnología, proporciona a este MBT una increíble ventaja en el campo de batalla, permitiéndole al principio dispara y olvida combinarse con un sistema que estabiliza el cañón aún en desniveles e imperfecciones del camino muy acentuadas.
Las siglas KGPS (Korean Gunner's Primary Sight) KCPS (Korean Commander's Panoramic Sight) provienen de los componentes optotrónicos presentes en el MBT en cuestión y en la serie original del K1A1. La optotrónica se puede modificar a futuro para usar los posteriores avances en sensores y armamentos ofrecidos en esta clase de vehículos.
El cañón del tanque y la torreta funcionan con un EGTDS desarrollado por Hyundai Rotem y Doosan Mottrol (ahora Mottrol). El EGTDS proporciona un control de accionamiento de alta eficiencia y alta precisión y su rendimiento se mejora con la estabilización de 3 ejes. También está diseñado para minimizar la vibración y el ruido cuando se acciona la torreta. La torreta alcanzó una velocidad de rotación de 800 mil (45 grados) por segundo en la etapa de prototipo.
La mira del comandante tiene la habilidad de tomar el control total de la torreta y del cañón del mando del artillero y el conductor. Sin embargo, reportes de inteligencia sin confirmar reportan que el carro en cuestión es capaz de operar incluso con 2 o con un solo miembro de la tripulación, siempre que el sistema computarizado del FCS asumiría el control del arma principal, y los demás sistemas fungirían como los elementos necesarios restantes para la operación del MBT, pudiendo inclusive diferenciar blancos de amigos.

#### Sistema automático de detección y seguimiento de objetivos (ATDTS)
El K2 tiene un sistema automático de detección y seguimiento de objetivos (ATDTS) controlado por el algoritmo de reconocimiento automático de objetivos (ATR). Cuando el objetivo es identificado como enemigo por el sistema IFF/SIF (Identificación de amigo o enemigo/Sistema de identificación selectiva), el tanque apunta automáticamente y realiza mediciones de distancia láser en el objetivo incluso si el tanque está maniobrando en terreno irregular mientras el objetivo se está moviendo. El sistema puede guiar el cañón al objetivo y disparar automáticamente en función de los datos balísticos calculados por el telémetro láser montado en la torreta y el sensor de viento cruzado. Esta característica mejora significativamente el rendimiento de los artilleros sin experiencia.

## Capacidades defensivas

### Sistemas de protección pasiva
A pesar de que Corea del Sur producía tanques K1, GDLS prohibió estrictamente a los coreanos acceder a la Special Armor Plate (SAP), es decir, al blindaje Chobham que era idéntico al del M1 Abrams, para proteger los derechos intelectuales y la seguridad nacional de los Estados Unidos. La armadura para los tanques de batalla principales se consideraba comúnmente como de alto secreto y era poco probable que su tecnología se exportara. Por lo tanto, desarrollar armaduras domésticas era la única opción para diseñar un tanque. ADD y Samyang Comtech desarrollaron Korean Special Armor Plate (KSAP) para el proyecto K1A1, y Corea del Sur también mantiene la mayor parte de la información en secreto. En 1996, Corea del Sur recibió un T-80U ruso, junto con la armadura reactiva explosiva (ERA) Kontakt-5, Corea del Sur estudió su armadura compuesta y la tecnología ERA, lo que contribuyó al desarrollo de armaduras domésticas.
El K2 utiliza un sistema de armadura modular para reemplazar el módulo mucho más rápido cuando está dañado o siempre que haya una versión mejorada disponible. Su armadura fue rediseñada en base al KSAP de K1A1 y está hecha de acero de armadura POSCO MIL-12560H, placas de cerámica de carburo de silicio (SiC) de Samyang Comtech y aluminio (Al). Los detalles sobre el blindaje compuesto del K2 aún son desconocidos. Su blindaje frontal se ha mostrado efectivo para minimizar los daños surgidos del impacto de un proyectil de 120mm, del tipo APFSDS disparado desde un cañón del mismo modelo que lo equipa, es decir, el cañón L55. El Blindaje Reactivo Compuesto compuesto por bloques de composición aún no revelada; también hace parte del sistema de contramedidas, aparte de la adición de un Blindaje No Reactivo Compuesto planeado para el modelo K2 PIP.
Un montaje automático de extinción de incendios está programado para detectar e inmediatamente apagar cualquier incendio interno que pueda ocurrir, y unos sensores atmosféricos de alerta avisarían a la tripulación si en algún caso el carro penetra en un territorio con contaminación de clase NBQ.
Dentro del tanque, se instala un sistema de presión positiva y aire acondicionado para proteger a la tripulación del tanque de armas químicas y armas biológicas.
En el interior del tanque está instalado un revestimiento de protección de neutrones hecho de moderador de polietileno y boro para proteger a la tripulación del tanque de la radiación de neutrones de las explosiones nucleares.

### Sistemas de protección activa

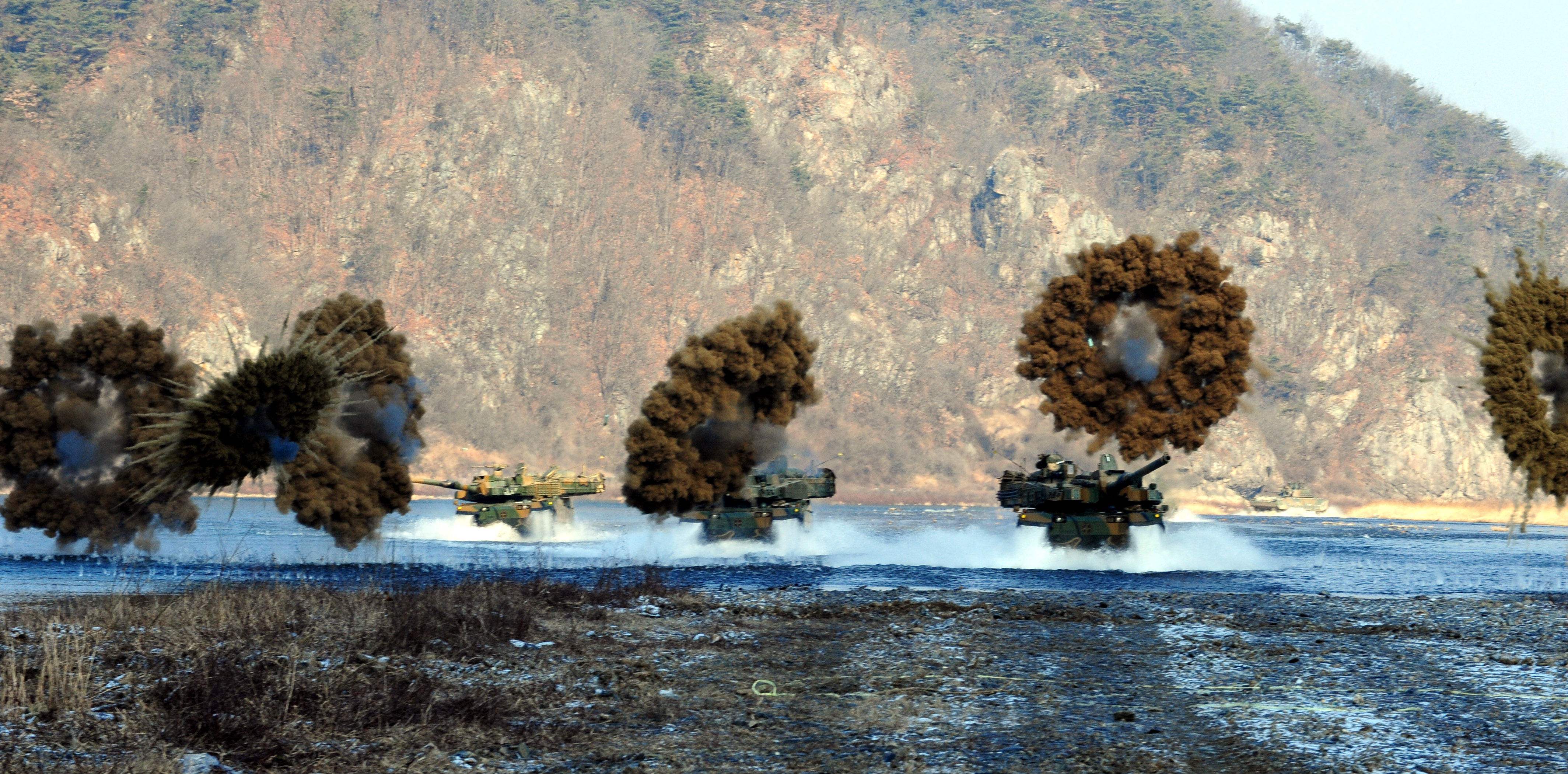
Tanques K2 desplegando sus granadas de humo

La firma de radar del vehículo y su banda de radar puede usarse para un Sistema de Alerta Temprana contra Misiles (o MAWS por sus siglas en inglés). La computadora del carro puede aún en giro triangular la posición de proyectiles aproximándose, alertar a la tripulación del vehículo e inmediatamente disparar una cortina de humo, es decir, por medio de un sistema de lanzagranadas que crean un manto de humo que disipa los rayos infrarrojos (VIRSS), puede bloquear los sistemas de puntería óptica, infrarroja y su firma de radar, el lanzagranadas está ubicado en el centro de la parte trasera se la torreta y es asistido por dos receptores de advertencia de misiles (MWR). Una vez que el sistema de contramedidas AMS sea instalado, el sistema de radar será también responsable de rastrear y apuntar hacia los misiles provenientes desde el AMS. El K2 también posee un Sistema Receptor de Alerta del Radar (o RWR por sus siglas en inglés) y un Sistema de Interferencia en el Radar Enemigo. Cuatro sensores láser de alerta temprana (o LWR por sus siglas en inglés) también se hallan presentes para prevenir a sus tripulantes sobre si el tanque ha sido "marcado", y así la computadora lanzará desde los tubos habilitados para ello un sistema de granadas VIRSS en la dirección desde la cual provenga la marca láser y/o infrarroja. Se espera que si en futuras actualizaciones del tanque se instale un sistema de protección activa de tipo hard kill, el MWR sea el responsable de rastrear y apuntar a los misiles entrantes para el sistema de protección activa.
Durante un tiempo se especuló que se había instalado el sistema de protección activa Arena ruso, específicamente su variante de exportación Arena-E, sin embargo, las autoridades surcoreanas no confirmaron ni desmintieron tales especulaciones.

## Sistema de comando Unificado/Medidas de IdentificaciónIFF
El K2 alberga algunas características que le permiten ser utilizado como un carro de comando, ayudando a que la tripulación disponga de alertas e información general sobre su estado en el campo de batalla, como por ejemplo:
- C4I: comandar, controlar, central de comunicaciones y acceso a las computadoras del sistema de Inteligencia, así como su conexión y actualización constante.
- GPS (Sistema de Posicionamiento Global) con conexión y actualización constante.
- IFF/Selective Identification Feature (Identification Friend or Foe/Sistemas de Identificación Selectiva) acorde a los estándares de la norma STANAG 4579. Localizado sobre el mantelete del cañón principal, justo encima del mismo, el sistema dispara un haz de luz infrarroja de una frecuencia de 38 GHz en la dirección del cañón en espera de una respuesta del vehículo señalado. Si la luz es reconocida por el sistema del tanque, el control de disparo automáticamente lo identifica como un aliado. Si el blanco se niega a responder a la señal de identificación, es marcado como amenaza.
- Battle Management System (Similar al sistema estadounidense Inter-Vehicular Information System) permite al vehículo compartir sus datos con unidades amigas, incluyendo otros carros de combate; aviación y unidades de radar aliadas.

#### Operatividad y mantenimiento
Las siguientes características se proporcionan para la operatividad de la tripulación y el mantenimiento del sistema:
- Sistema de entrenamiento de combate de tanques basado en red que utiliza tecnología de realidad virtual 3D.  La computadora de entrenamiento integrada diseñada para el K2 permite la conducción, el disparo, el combate con un solo tanque, el combate a nivel de pelotón y el entrenamiento de combate de mando y líderes de pelotón, y permite compartir información en tiempo real y entrenar con tanques amigos a través de un sistema de red.

- Función de prueba incorporada (BIT) para verificar la integridad del sistema del tanque. El sistema BIT brinda la conveniencia de verificar el tanque en busca de defectos en sus funciones principales sin ningún equipo de prueba externo.

En 2011 se trabaja por integrar el sistema de datos así como el de pilotaje del XAV, una aeronave no tripulada para operar como un vehículo de reconocimiento junto con el sistema del Black Panther, dotando a la tripulación del tanque con la habilidad de dirigir remotamente un vehículo sobre una área sin exponer su posición.

## Mejoras
En 2020, Samyang Comtech, que produce armaduras compuestas, comenzó a desarrollar una mejora de las armaduras delanteras para las variantes de exportación del K2, y luego cambió a un proyecto de modificación y desarrollo para mejorar completamente la armadura modular para las variantes de exportación, organizado por la Agencia de Defensa para Tecnología y  Calidad (DTaQ) en 2021.
El tercer lote K2 producido en masa, que comenzó en 2022, incluía un sistema de gestión de campo de batalla (BMS) mejorado con el formato de mensaje variable coreano (KVMF), la vista panorámica del comandante coreano (KCPS) y la vista principal del artillero coreano (KGPS) con resolución mejorada y función de seguimiento automático de objetivos.

## Programa de mejoramiento continuo del K2 Black Panther
El carro de combate K2 en su versión PIP es una versión mejorada radicalmente de la serie de primer producción del K2, que se supone será el modelo estándar en el corto plazo y que incluye como programa de mejora continuo.
Las mejoras que se quieren implementar en la versión PIP son:
- Actualización del sistema de suspensión de brazos flotantes semiactiva hacia un sistema de suspensión de brazos flotantes activo.

- Integración de un sistema de protección activa tipo hard kill.

- Paquete de blindaje modular mejorado hecho de acero de blindaje de ultra alta dureza y alta dureza que combina nanotecnología, similar al desarrollado para la variante de exportación del K2.

- Adición de un sistema de Blindaje Pasivo (NERA)

- Integración de sistemas de escaneo activo del terreno en alta resolución acoplado al sistema de suspensión del carro de combate. Este está pensado para permitir a la tripulación del carro de combate planear un trayecto por fases de acuerdo a un análisis del sistema, que permite optimizar el despliegue de la formación o de la unidad en solitario cada 50 metros en todas direcciones, para reducir el desperdicio de combustible y adaptar la suspensión consecuentemente al terreno en el cual el tanque se desplazará.

- A futuro y cuando la tecnología lo permita, también está pensado el reemplazo del cañón de 120 mm / L55 por un arma de tipo de propelente electrotérmica-química, que incrementaría la capacidad de disparo y de carga de munición del carro. Más tarde, el plan fue descartado porque ADD logró desarrollar un nuevo propulsor insensibilizado para municiones de 120 mm.

### Sistema de protección activa coreano (KAPS)
El Sistema de Protección Activa de Corea (KAPS) es un sistema de protección activa desarrollado localmente y diseñado para proteger al K2 de las amenazas antitanque. Utiliza un radar tridimensional de detección y seguimiento y una cámara termográfica para detectar amenazas entrantes. Las ojivas se pueden detectar a 150 metros del tanque y se dispara un cohete defensivo para destruirlas a 10 o 15 metros de distancia.
El sistema puede neutralizar granadas propulsadas por cohetes y misiles guiados antitanque. Puede instalarse en otras plataformas en el futuro, como buques de guerra, helicópteros y edificios. El precio unitario por sistema es de 670 millones de wones. 
La implementación del KAPS se canceló en 2014 debido a problemas presupuestarios junto con el problema del precio unitario K2, que rondaba en los 8 billones de wones, con la adición del KAPS, aumentaría los costos de adquisición en 1 billón, haciendo así que cada K2 costara 9 billones de wones por unidad.

## Precio por Unidad
El coste proyectado por cada unidad del K2 se sitúa en los ₩8.3 billones de Wŏnes, cerca de los 8,5 millones de US$, haciéndolo el más costoso de los carros de combate en producción hasta 2010, rebasando en precio a su homólogo japonés, el Tipo 90, cuyo precio por unidad bordeaba los 7,4 millones de dólares en el año 2008. Es el doble del precio del K1A1, que se sitúa en los ₩4,5 billones por unidad, cerca de 4,9 millones de US$.
Sin embargo, se debe de tener en cuenta que los costos del K2 bajarán en la medida en se consigan otros países como clientes, y una vez el tanque entre en su fase de fabricación en serie.

## Exportación

### Turquía

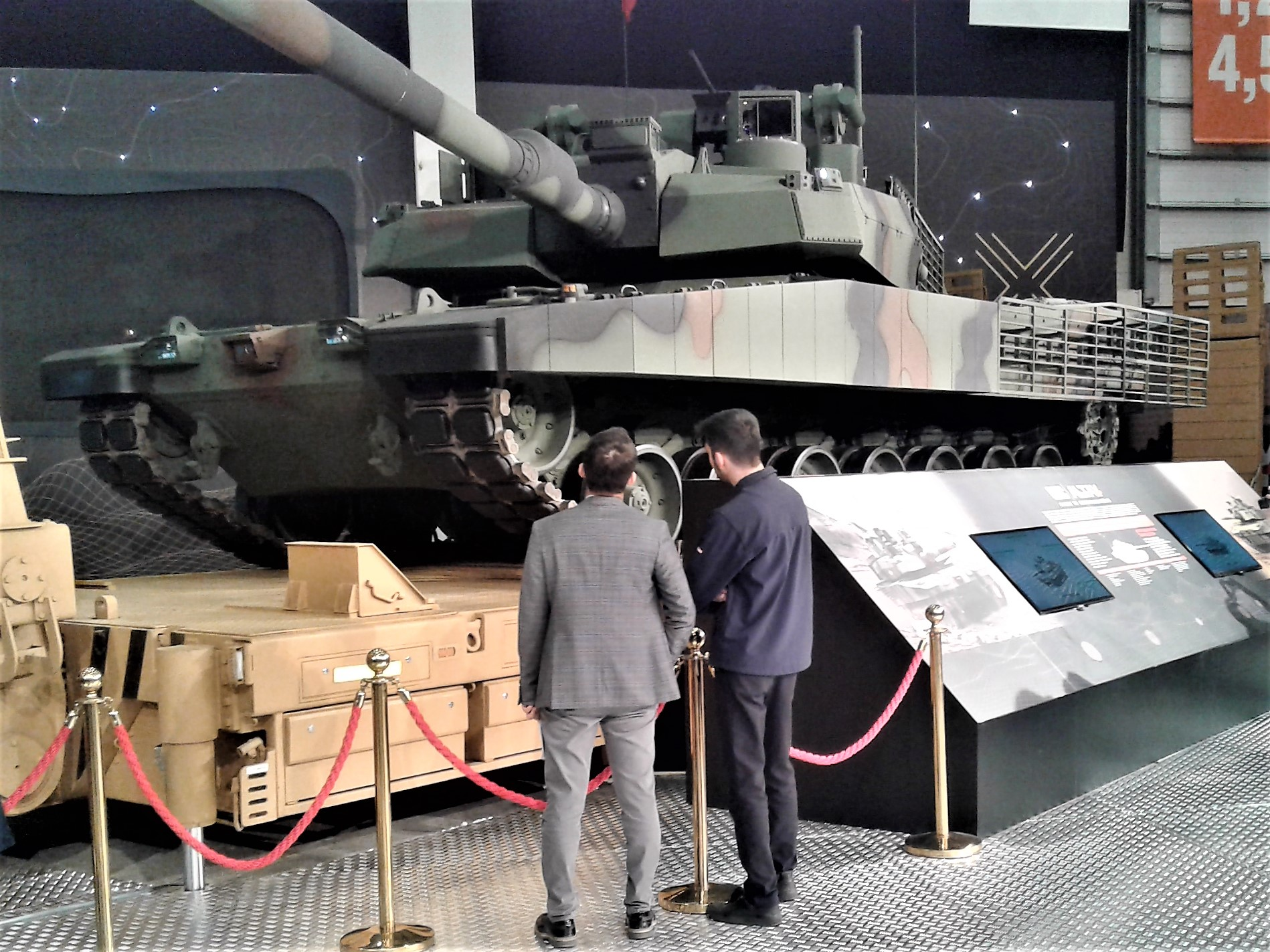
Altay MBT

Después de competir con el Leclerc y el Leopard 2, el K2 finalmente consiguió un mercado de exportación: Turquía, quien buscando la independencia en materia de arsenal se embarca en el desarrollo de su propio carro de combate, acorde a sus necesidades.
Para junio de 2007, Corea del Sur y Turquía firman un memorándum de entendimiento mediante el cual Turquía obtiene acceso a la tecnología crucial del vehículo, como su motorización y electrónica, en un trato de ₩500 billones (aproximadamente 540 millones US$) obteniendo una licencia para el desarrollo de construcción de hasta el 90% del K2, y así mismo la exportación de 40 aviones de entrenamiento T-50 (con posibilidades de 15 unidades adicionales) para la fuerza aérea de Turquía.
El 30 de julio de 2008, la compañía surcoreana Rotem y la estatal Turca Otokar firman un contrato por el orden de los 540 millones de dólares para  venta directa y transferencia de las tecnologías usadas en el desarrollo del K2 como la ingeniería del motor, transmisión, cargador automático y el sistema de blindaje reactivo-pasivo del K2. Esta tecnología será incorporada al tanque de diseño propio de Turquía conocido como el MİTÜP Altay. En mayo de 2009, los detalles del diseño del Altay se hicieron públicos. Al menos el 40% de los sistemas del MİTÜP Altay son similares a las usadas en el K2.

### Polonia

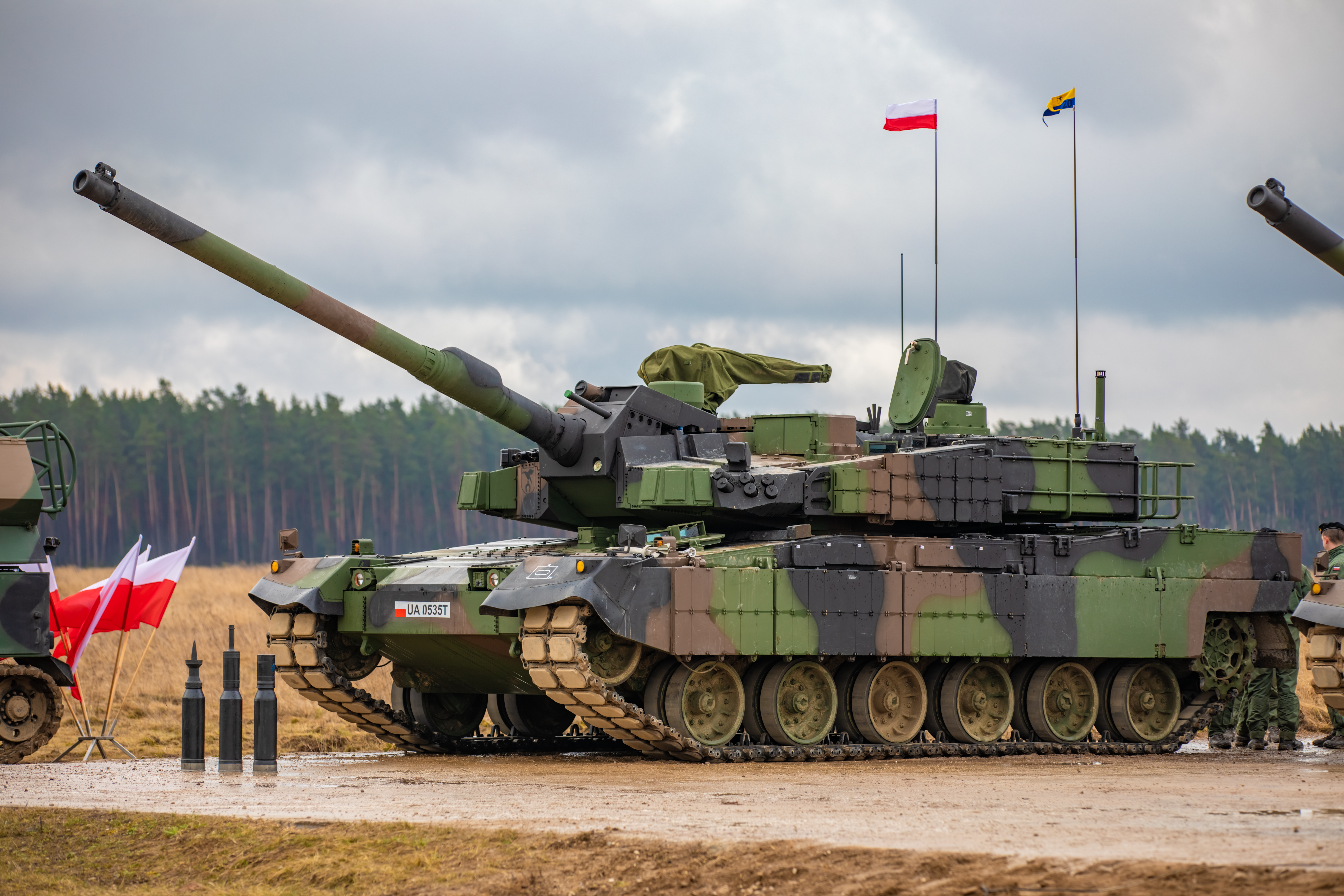
K2PL (Gap Filler)

En la MSPO 2020, Hyundai Rotem presentó el K2PL, una variante diseñada para cumplir los requisitos del programa Wilk, esta variante presentaba varios cambios respecto al K2 original, tales como un nuevo paquete de blindaje, el rediseño completo de la torreta, el alargamiento del chasis añadiendo una rueda más, el montaje del sistema de protección activa KAPS y una estación de armas operada a distancia.
En mayo del 2022, tras las donaciones de tanques T-72 a Ucrania, Polonia anunció que podría adquirir tanques K2 para reemplazar los tanques donados a Ucrania.
El 27 de julio del 2022, Polonia anunció la adquisición de 1000 tanques K2, 180 provenientes de Corea del Sur bajo la denominación "Gap Filler" para rellenar el hueco dejado por los tanques donados a Ucrania, que serán entregados en el período 2022-2025 y 820 tanques fabricados en Polonia bajo el estándar K2PL, la producción empezará en 2026.
En este acuerdo, se descartó el alargamiento del chasis para ahorrar tiempo ya que eso implicaría diseñar un tanque nuevo, se decidió simplemente añadir más blindaje en las zonas laterales del tanque, un sistema de protección activa, componentes de fabricación polaca y una estación de armas operada a distancia.
El 6 de diciembre del 2022 se realizó la primera entrega de un lote de 10 tanques K2.

## Prototipos y Variantes

### Prototipos
- XK2 MTR (plataforma de prueba de movilidad): Modelo experimental para prueba de movilidad con la eliminación de cañones de tanques y equipos electrónicos de las torretas. Solo se produjo uno para pruebas.

- XK2 FTR (equipo de prueba de potencia de fuego): Modelo experimental para control de fuego, control de combate y prueba de vida operativa a baja temperatura. Al igual que el modelo MTR, solo se produjo uno para pruebas.

- XK2 PV (versión de producto): Modelo experimental para la prueba de demostración técnica de tres XK-2, denominados PV1, PV2 y PV3. Los elementos de prueba principales de estos modelos son la prueba de resistencia, la prueba del desarrollador y la prueba del operador, y la prueba de soporte logístico integrado, y el prototipo final se desarrolló después de una modificación adicional basada en los resultados de la prueba.

- XK2: Último modelo prototipo desarrollado en base al XK-2 PV lanzado el 2 de marzo de 2007, el desarrollo se presentó oficialmente en septiembre de 2008 después de la prueba operativa del ejército de Corea del Sur.

### Variantes
- K2: Primera variante de producción. Se planea construir 206 unidades a partir de 2013. 
  - K2 PIP (Programa de mejora del producto): Actualización de la unidad de suspensión en el brazo (ISU) semiactiva a una unidad de suspensión en el brazo activa, integración de un sistema de escaneo del terreno de alta resolución al sistema de suspensión del vehículo. Esto permite que el vehículo escanee el terreno cercano a una distancia de hasta 50 metros en todas las direcciones y calcule la posición óptima del enemigo para mejorar el manejo del vehículo en terreno accidentado. La mejora también podría incluir un sistema de protección activa y un blindaje reactivo no explosivo (NERA).[20]

- K2 Desert: Variante presentada en la DX Korea Defense Exhibition 2018. Es una versión acondicionada para combatir en entornos desérticos, mantiene las 6 ruedas del tanque original, el cañón CN08/L55 de 120 mm, el cargador automático y los componentes electrónicos, se añade blindaje reactivo en las zonas laterales de la torreta, un ventilador en la parte derecha de la torreta, un nuevo escape del motor para mejorar el enfriamiento del mismo en condiciones calurosas, un visor térmico independiente para el comandante, faldones de goma y otras modificaciones.[21][21]

- K2M (Middle): Presentado por primera vez en la IDEX 2021, es una variante destinada para Oriente Medio, en el diseño inicial se añadió un par de ruedas, pasando a tener 7 (el K2 de base tiene 6 ruedas) alargando el chasis, la torreta ha sido rediseñada y se le ha añadido blindaje de jaula, se ha añadido más blindaje frontal y lateral, retiene el cargador automático y el cañón CN08/L55 de 120 mm, su peso se ve incrementado a aproximadamente 65 toneladas. Se ha añadido un sistema de conciencia situacional de 360°, un aire acondicionado para mayor comodidad de la tripulación, el sitio de conductor se ha trasladado de la izquierda al centro, se ha mejorado el sistema de enfriamiento eléctrico, pero carece del receptor de advertencia láser (LWR) en la parte delantera de la torreta del K2 básico. Posee un sistema de protección soft kill.[22][23]

- K2ME (Middle East): En la IDEX 2023, se presentó otro diseño, con las 6 ruedas, una torreta rediseñada, el  sistema de protección activa Trophy y se añaden diversos componentes que faciliten su operación en entornos desérticos y para la comodidad de la tripulación, se le ha equipado con un nuevo paquete de blindaje reactivo compuesto en la torreta, en la parte delantera y en los laterales del chasis, su peso es menor de 60 toneladas.[24]

- K2EX: Presentado en ADEX 2023, es una versión de exportación del K2. Mantiene las 6 ruedas y el cargador automático del modelo original pero incorpora algunas mejoras: Refuerzo en el blindaje lateral de la torreta, incorpora el sistema de protección activa Trophy, una estación de armas a control remoto que tiene una ametralladora de 12.7 mm y una pistola bloqueadora de drones, cuenta también con un sistema de cámaras de 360° para mejorar la visibilidad de la tripulación.

- K2PL: Versión con licencia propuesta del K2 para las Fuerzas Armadas de Polonia como reemplazo de su antigua flota de tanques T-72 y PT-91 actualmente en servicio.  El K2PL conserva la mayoría de las características del K2 original, como el cañón CN08 de 120 mm, el cargador automático, el radar de pulso doppler y la unidad de suspensión en el brazo (ISU), 6 ruedas de carretera, pero difiere de la versión original, entre otras:  Sistema de protección activa Trophy, armadura adicional compuesta, CROWS de 12,7 mm y armadura reactiva explosiva adicional, almacenamiento de municiones aislado de la tripulación, armadura adicional de la torreta y el casco al agregar paneles desmontables de armadura en capas, y en el caso del compartimiento de la unidad, una armadura de malla y barra, diseñada para proteger contra proyectiles HEAT.  Según el acuerdo marco entre PGZ y Hyundai Rotem sobre el suministro de K2 y K2PL, se producirán 820 K2PL en Polonia bajo licencia a partir de 2026.[25][26][27][28][29][30][31][32]

- K2NO: Revelado durante la ADEX 2021, el K2NO es una variante propuesta para el ejército de Noruega que anunció en 2017 su intención de reemplazar a sus Leopard 2A4NO actualmente en servicio activo. El K2NO está equipado con blindaje reactivo en las zonas laterales del tanque y en la parte delantera del estante de municiones, se trabajó en la adaptación de los componentes para su óptimo funcionamiento en las condiciones climáticas y geográficas de Noruega, retiene las 6 ruedas del modelo original, la estructura de la torreta ha sido modificada, el cañón principal ha sido modificado para que pueda disparar sin problemas la munición fabricada por la empresa noruega Nammo y mantiene el cargador automático. Como protección contra armas antitanque, el K2NO está equipado con el sistema de protección activa Trophy de origen israelí y una estación a control remoto Protector RS4 de la compañía noruega Kongsberg con una ametralladora calibre 50, su peso se ve incrementado a las 61,5 toneladas, respecto a las 55 toneladas del modelo original.[33][34] Se espera que, si el K2NO es seleccionado por Noruega, se permita reemplazar componentes de fabricación surcoreana por componentes de fabricación noruega, por ejemplo, el equipo de comunicación.

- MİTÜP Altay: Carro de combate turco basado ligeramente en el Black Panther, construido primeramente por la firma turca Otokar y luego por la empresa BMC vía transferencia tecnológica, es un diseño diferente, no una construcción bajo licencia, ya que también toma elementos del Leopard 2 que está en servicio activo en el ejército de Turquía. Las diferencias principales es que el Altay no está equipado con un cargador automático, el diseño de la torreta es de fabricación turca y los componentes electrónicos del tanque son de fabricación turca, específicamente de la empresa Aselsan.[35]

## Usuarios
- Corea del Sur - Se han producido al menos 3 prototipos funcionales para demostración. El Ejército de Corea del Sur planea desplegar en el frente fronterizo al menos 390 unidades antes de la entrada de la producción en serie entre el 2010 al 2011.

- Polonia - Polonia y Corea del Sur firmaron un acuerdo para la adquisición de entre 980 a 1000 tanques K2, el primer lote de 180 unidades se producirá en Corea del Sur y se entregará entre 2022 a 2025 y el segundo lote de 820 unidades se entregará a partir de 2026 y la producción será en Polonia. El primer lote será de la versión estándar del K2 y el segundo lote será la versión K2PL, en 2026 los tanques del primer lote se llevarán al estándar K2PL.[36][37][38][39][40][41][42][43][44][45][46][47][48][49][50][51][52][53][54]

### Potenciales Usuarios
- Egipto - Durante la ADEX 2021, el ejército y el gobierno egipcios anunciaron negociaciones con Corea del Sur para coproducir el tanque de batalla principal K2 Black Panther con la transferencia de tecnología de fabricación.[55] En caso de que las negociaciones sean efectivas, el K2 Black Panther entraría en servicio con el ejército egipcio, junto con el T-90MS y el M1 Abrams, que producen bajo licencia.

- Omán - Omán tiene interés en adquirir 76 unidades del K2 Black Panther, luego de que este pasara con éxito una serie de pruebas en el desierto, el trato se cerraría por alrededor de $884.6 millones.

- Perú - Durante un tiempo Perú organizó una competencia buscando un sustituto para su obsoleta flota de tanques T-55, los candidatos mejores posicionados eran el  T-90S ruso, el  M1A1 estadounidense y el T-84 ucraniano, en 2013 Corea del Sur ofreció el K2, sin embargo la competencia se canceló y ningún tanque fue escogido. En noviembre de 2024, el gobierno peruano firmó un acuerdo con Hyundai Rotem para la compra de tanques K2. Se espera que en los próximos meses el ejército de ese país precise el número de unidades adquiridas así como los detalles de dicho acuerdo.[56]

- Rumania - Rumanía ha mostrado interés en adquirir tanques K2 junto con obuses autopropulsados K9 Thunder, vehículos de combate K21 y lanzacohetes múltiples K239.

### Fallidos
- Noruega - Durante el año 2022, el K2 Black Panther compitió en diversas pruebas con el Leopard 2A7 para ser el reemplazo de los Leopard 2A4NO adquiridos por Noruega hace 2 décadas, sin embargo, el 3 de febrero del 2023 y tras discrepancias entre el Jefe de las Fuerzas Armadas y el ministro de Defensa, Noruega anunció la elección y compra de 54 tanques Leopard 2A7 que serán entregados en el 2026.[57]

### Vehículos similares
- Leopard 2A7+
- / Leopardo 2E
- / Leopard 2PL
- Tipo 98G
  Tipo 99 A2
- P'ookpong Ho (M-2002)
- M-95 Degman
- M1 Abrams A2
- AMX-56 Leclerc
- C1 Ariete
- Arjun
- / T-90 "Bhishma"
- Zulfiqar 3
- Merkava IV
- Tipo 90
 Tipo 10
- /// Al-Hussein
- /  Al-Khalid
/  Al-Zarrar
- PT-91Z
- TR-125
- Challenger 2 LIP
- T-90AM
- M-84AS (M-2001)
- / Stridsvagn 122
- MİTÜP Altay
- T-84 Oplot-M
- // T-80UM2

### Listas relacionadas
- Anexo:Carros de combate principales por generación